# Sintaixtà

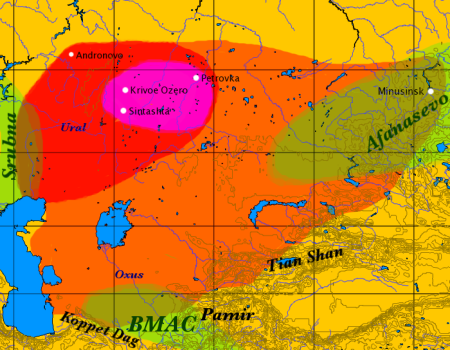
L'àrea on es trobaren enterraments de carros dins de la cultura Sintaixtà marcada en porpra

Sintaixtà (rus: Синташта́) és un jaciment arqueològic en l'óblast de Txeliàbinsk, Rússia. Són les restes d'un assentament fortificat que data de l'edat de bronze, al voltant de l'any 2800-1600 ae i ha donat lloc a l'apel·latiu cultura de Sintaixtà. Ha estat caracteritzat com a «centre industrial metal·lúrgic fortificat».
Sintaixtà és a l'estepa, a l'est dels Urals. El lloc deu el nom al riu Sintaixtà, un afluent del Tobol. El curs canviant del riu al llarg del temps ha destruït la meitat del lloc, i ha deixat enrere trenta-una de les cinquanta o seixanta cases del poblat.

## Descripció
L'assentament constava de cases rectangulars disposades en cercle de 140 m de diàmetre i envoltades per un mur de terra reforçat amb fusta amb torres de comportes i una profunda rasa a l'exterior. Les fortificacions de Sintaixtà i assentaments semblants com Arkaim tingueren una esplendor sense precedents a la regió estepària. Hi ha evidències que en totes les cases excavades es duia a terme metal·lúrgia de coure i bronze, d'una intensitat sense precedents en producció metal·lúrgica a l'estepa. Els estils ceràmics de la cultura primitiva d'Abàixevo influïren fortament en la ceràmica de Sintaixtà[4] A causa de l'assimilació de les tribus de la regió dels Urals, tals com la tomba de Pit, la catacumba, Poltavka i el nord d'Abàixevo en l'horitzó de Novokumak, semblaria inexacte donar a Sintaixtà una atribució purament ària. En l'origen de Sintaixtà, la cultura d'Abàshevo exercí un paper important.
S'han trobat cinc cementeris associats al lloc, el major dels quals —conegut com a Sintaixtà moguila— incloïa quaranta tombes. Alguns eren enterraments de carros, amb els carros més antics coneguts del món. Uns altres incloïen sacrificis de cavalls -fins a vuit en una sola tomba-, pedres, armes de coure i bronze, i adorns d'argent i or. El cementeri és cobert per un kurgan de data lleument posterior. S'ha notat que el tipus de sacrificis funeraris evidents a Sintaixtà tenen fortes semblances amb els rituals funeraris descrits en el Rigveda, un antic text religiós indi sovint associat al poble protoindoeuropeu.

## Datació
Les dates de radiocarboni de l'assentament i els cementeris abasten més d'un mil·lenni, la qual cosa suggereix una ocupació anterior que pertany a la cultura de Poltavka. La majoria de les dates, però, en són del 2100–1800 ae, la qual cosa apunta a un període principal d'ocupació del lloc coexistent amb altres assentaments i cementeris de la cultura Sintaixtà.